# كيتي غاردنر
كيتي غاردنر (بالإنجليزية: Katy Gardner)‏ هي عالمة الإنسان بريطانية، ولدت في 1964.